# Paranerita grandis
Paranerita grandis là một loài bướm đêm thuộc phân họ Arctiinae, họ Erebidae.